# Mejobo (plaats)
Mejobo is een bestuurslaag in het regentschap Kudus van de provincie Midden-Java, Indonesië. Mejobo telt 8081 inwoners (volkstelling 2010).